# Velvain
Velvain is een dorp in de tot de Henegouwse gemeente Brunehaut behorende deelgemeente Wez-Velvain.

## Bezienswaardigheden
- De Sint-Piatuskerk (Église Saint-Piat) is een classicistisch kerkgebouw van 1774. Het is tevens de parochiekerk voor de bewoners van Guignies, dat geen kerk bezit. De hoogte van de kerk bedraagt 35 meter.